# Marokkanische Fußballnationalmannschaft/Olympische Spiele
Eine marokkanische U-23 Fußballnationalmannschaft vertritt das Nationale Olympische Komitee Marokkos bzw. die Fédération Royale Marocaine de Football bei Turnieren der Olympischen Sommerspiele. Erstmals nahmen sie an der Qualifikation für die Spiele in Rom 1960 teil. Erstmals qualifizieren konnten sich die Marokkaner für die Spiele 1964 und kassierten im ersten Spiel gegen den späteren Olympiasieger Ungarn mit 0:6 ihre höchste Länderspielniederlage. Das beste Ergebnis einer Mannschaft war bislang das Erreichen der Zwischenrunde bei den Spielen 1972 in München. Zuletzt konnte sich  Marokko 2024 wieder qualifizieren.
Seit den Olympischen Spielen 2012 erfolgt die Qualifikation über einen der vorderen Plätze beim U-23-Afrika-Cup. Bis 1988 nahm die A-Nationalmannschaft an der Qualifikation teil, als nur Amateurmannschaften für die Olympischen Spiele zugelassen waren, deren Spiele in der Qualifikation werden von der FIFA aber nicht als A-Länderspiele gezählt.

## Amateurmannschaften bei Olympischen Spielen

### 1960
- Olympia-Qualifikation:
  - Erste Runde
    - 08. November 1959: Malta  – Marokko 2:2 (in Gżira)
    - 15. November 1959: Tunesien  – Marokko 2:0 (in Tunis)
    - 13. Dezember 1959: Marokko – Malta 2:1 (in Casablanca)
    - 27. Dezember 1959: Marokko – Tunesien  3:1 (in Casablanca) – Marokko verpasst aufgrund der schlechteren Tordifferenz als Gruppenzweiter die zweite Runde

### 1964
- Olympia-Qualifikation:
  - Erste Runde
    - 16. November 1963: Nigeria  – Marokko 3:0 (in Lagos)
    - 08. März 1964: Marokko – Nigeria  4:1 (in Casablanca)
    - 24. März 1964, Entscheidungsspiel: Marokko – Nigeria  2:1 (in Dakar)

  - Zweite Runde
    - 10. Mai 1964: Äthiopien – Marokko 0:1 (in Addis Abeba)
    - 24. Mai 1964: Marokko – Äthiopien 1:0  (in Casablanca)

- Olympische Spiele in Tokio
- Vorrunde:
  - 11. Oktober 1964: Ungarn – Marokko 6:0 (in Tokio) – höchste Länderspielniederlage der Marokkaner
  - 13. Oktober 1964: Marokko – Jugoslawien 1:3 (in Yokohama) – Marokko scheidet als Gruppendritter aus, die zudem zugeloste Mannschaft von Nordkorea wurde zurückgezogen.

### 1968
- Olympia-Qualifikation:
  - Erste Runde
    - 05. November 1967: Marokko – Tunesien  1:1 (in Casablanca)
    - 26. November 1967: Tunesien  – Marokko 0:0 (in Tunis) – Marokko durch Losentscheid weiter

  - Zweite Runde
    - 09. Juni 1968: Marokko – Ghana 1:1 (in Casablanca)
    - 30. Juni 1968: Ghana  – Marokko 1:2 (in Accra) – Marokko qualifiziert sich für die Olympischen Spiele in Mexiko, nachdem die Mannschaft in eine Gruppe mit Israel gelost wurde, weigerte sie sich aber gegen Israel zu spielen und wurde durch Ghana ersetzt.

### 1972
- Olympia-Qualifikation:
  - Erste Runde
    - 28. März 1971: Marokko – Niger 5:2 (in Casablanca)
    - 25. April 1971: Niger – Marokko 1:2 n. V. (in Niamey)

  - Zweite Runde
    - 23. April 1972: Tunesien  – Marokko 3:3 (in Tunis)
    - 30. April 1972: Marokko – Mali 2:1 (in Casablanca)
    - 14. Mai 1972: Marokko – Tunesien 0:0 (in Casablanca)
    - 21. Mai 1972: Mali – Marokko 1:4 (in Bamako)

- Olympische Spiele in München
- Vorrunde:
  -     - 27. August 1972: Marokko – Vereinigte Staaten 0:0 (in Augsburg)
    - 29. August 1972: BR Deutschland – Marokko 3:0 (in Passau)
    - 31. August 1972: Marokko – Malaysia 6:0 (in Ingolstadt) – Marokko erreicht als Gruppenzweiter die Zwischenrunde.
- Zwischenrunde:
  - 3. September 1972: Sowjetunion – Marokko 3:0 (in München)
  - 5. September 1972: Dänemark – Marokko 3:1 (in Passau)
  - 8. September 1972: Polen – Marokko 5:0 (in Nürnberg) – Marokko scheidet als Gruppenletzter aus

### 1976
- Olympia-Qualifikation:
  - Erste Runde:
    - 23. Februar 1975: Marokko – Libyen 2:1 (in Casablanca)
    - 14. März 1975: Libyen – Marokko 0:1 (in Benghazi)

  - Zweite Runde:
    - 30. November 1975: Tunesien  – Marokko 0:1 (in Tunis)
    - 14. Dezember 1975: Marokko – Tunesien 1:0  (in Casablanca)

  - Dritte Runde:
    - 03. April 1976: Nigeria – Marokko 3:1 (in Lagos)
    - 18. April 1976: Marokko – Nigeria 1:0 (in Tanger)

Nigeria boykottierte dann aber mit den beiden anderen afrikanischen Vertretern das Turnier

### 1980
- Olympia-Qualifikation:
  - Erste Runde
    - 15. April 1979: Marokko – Senegal 1:0 (in Casablanca)
    - 29. April 1979: Senegal – Marokko 1:0 n. V.; 5:6 i. E.

  - Zweite Runde:
    - 09. Dezember 1979: Marokko – Algerien 1:5 (in Casablanca)
    - 21. Dezember 1979: Algerien – Marokko 3:0 (in Algier)

## Auswahlmannschaften bei Olympischen Spielen

### 1984
- Olympia-Qualifikation:
  - Erste Runde:
    - 15. Mai 1983: Guinea – Marokko 0:0 (in Conakry)
    - 29. Mai 1983: Marokko – Guinea 3:0 (in Casablanca)

  - Zweite Runde:
    - 25. September 1983: Marokko – Senegal 1:0 (in Casablanca)
    - 09. Oktober 1983: Senegal – Marokko 1:1 (in Dakar)

  - Dritte Runde:
    - 11. Februar 1984: Nigeria – Marokko 0:0 (in Lagos)
    - 26. Februar 1984: Marokko – Nigeria 0:0; 4:3 i. E. (in Casablanca)

- Olympische Spiele in Los Angeles:
  - Vorrunde:
    - 30. Juli 1984: BR Deutschland – Marokko 2:0 (in Palo Alto)
    - 01. August 1984: Marokko – Saudi-Arabien 1:0 (in Pasadena)
    - 03. August 1984: Brasilien – Marokko 2:0 (in Pasadena) – Marokko als Gruppendritter ausgeschieden.

### 1988
- Olympia-Qualifikation:
  - Erste Runde: Gegner Gambia trat nicht an
  - Zweite Runde:
    - 01. November 1987: Elfenbeinküste – Marokko 0:0 (in Abidjan)
    - 15. November 1987: Marokko – Elfenbeinküste 2:1 (in Casablanca)

  - Dritte Runde:
    - 17. Januar 1988: Tunesien  – Marokko 1:0 (in Tunis)
    - 30. Januar 1988: Marokko – Tunesien 2:2 (in Rabat)

### 1992
- Olympia-Qualifikation:
  - Zweite Runde:
    - 11. August 1991: Marokko – Mauretanien 6:0
    - 23. August 1991: Mauretanien – Marokko 0:0

  - Dritte Runde:
    - Marokko – Togo: Togo zurückgezogen

  - Vierte Runde:
    - 09. Februar 1992: Kamerun – Marokko 0:0
    - 23. Februar 1992: Marokko – Kamerun 2:1

- Olympische Spiele in Barcelona:
  - Vorrunde:
    - 26. Juli 1992: Marokko – Südkorea 1:1  (in Valencia)
    - 28. Juli 1992: Schweden – Marokko 4:0 (in Sabadell)
    - 30. Juli 1992: Paraguay – Marokko 3:1 (in Valencia) – Marokko als Gruppenletzter ausgeschieden

### 1996
- Olympia-Qualifikation:
  - Erste Runde
    - 16. April 1995: Marokko – Senegal 0:0
    - 30. April 1995: Senegal – Marokko 1:0

### 2000
- Olympia-Qualifikation
  - Erste Runde:
    - 13. Juni 1999: DR Kongo – Marokko 2:1
    - 27. Juni 1999: Marokko – DR Kongo  – Die DR Kongo trat nicht mehr an.

  - Zweite Runde:
    - 16. Oktober 1999: Marokko – Ägypten 1:0
    - 31. Oktober 1999: Elfenbeinküste – Marokko 4:1
    - 20. Februar 2000: Tunesien – Marokko 2:4
    - 27. Februar 2000: Marokko – Tunesien 2:0
    - 12. März 2000: Ägypten – Marokko 1:1 (in Kairo)
    - 26. März 2000: Marokko – Elfenbeinküste 2:1  – Marokko qualifiziert sich als Gruppensieger für die Olympischen Spiele

- Olympische Spiele in Sydney:
  - Vorrunde:
    - 14. September 2000: Marokko – Chile 1:4 (in Melbourne)
    - 17. September 2000: Südkorea  –  Marokko 1:0 (in Adelaide)
    - 20. September 2000: Spanien – Marokko 2:0 (in Melbourne) – Marokko scheidet als Gruppenletzter aus

### 2004
- Olympia-Qualifikation:
  - Erste Runde
    - 6. September 2003: Marokko  – Gambia 4:0 (in Rabat)
    - 9. Oktober 2003: Gambia – Marokko 3:1

  - Zweite Runde
    - 26. Oktober 2003: Marokko – Äthiopien 4:0 (in Rabat)
    - 21. Dezember 2003: Angola – Marokko 0:0 (in Luanda)
    - 03. Januar 2004:  Uganda  – Marokko 1:1 (in Kampala)
    - 21. Februar 2004: Marokko –  Uganda 5:0
    - 14. März 2004: Äthiopien – Marokko 1:0 (in Addis Abeba)
    - 27. März 2004: Marokko – Angola 2:1 (in Rabat) – Marokko qualifiziert sich als Gruppensieger für die Olympischen Spiele (bei einem Remis oder einer Niederlage wäre Angola qualifiziert gewesen)
- Olympische Spiele in Athen:
  - Vorrunde:
    - 12. August 2004 in Iraklio: Costa Rica – Marokko 0:0
    - 15. August 2004 in Iraklio: Marokko – 	Portugal 1:2
    - 18. August 2004 in Patras: Marokko – Irak 	2:1  – Marokko scheidet aufgrund eines weniger erzielten Tores als Gruppendritter aus.

### 2008
- Olympia-Qualifikation:
  - Zweite Runde
    - 07. Februar 2007: Marokko – Ruanda 3:0 (in El Jadida)
    - 24. März 2007: Ruanda 	– Marokko 0:1 (in Kigali)

  - Dritte Runde:
    - 02. Juni 2007:  Marokko – Botswana 1:0 (in Rabat)
    - 22. August 2007: Guinea – Marokko 1:2 (in Conakry)
    - 09. September 2007: Kamerun – Marokko 2:1 (in Garoua)
    - 14. Oktober 2007: Marokko – Kamerun 2:2 (in Rabat)
    - 17. November 2007: Botswana – Marokko 2:0 (in Gaborone)
    - 26. März 2008: Marokko – Guinea 1:0 (in Mohammedia)

Marokko verpasst als Gruppenzweiter die Olympischen Spiele in Peking.

### 2012
- Olympia-Qualifikation über die afrikanische U-23-Meisterschaft in Marokko:
  - Vorrunde in Tanger:
    - 26. November 2011: Nigeria U-23 – Marokko U-23 0:1
    - 29. November 2011: Marokko U-23 – Algerien U-23 1:0
    - 02. Dezember 2011: Marokko U-23 – Senegal U-23 0:1 – Marokko erreicht als Gruppenzweiter die K.-o.-Runde

  - K.-o.-Runde in Marrakesch:
    - 07. Dezember 2011: Ägypten U23 – Marokko U23 2:3 – Marokko qualifiziert sich für die Olympischen Spiele
    - 10. Dezember 2011: Gabun U23 – Marokko U23 2:1

- Olympische Spiele in London:
  - Vorrunde:
    - 26. Juli 2012: Honduras – Marokko 2:2 (in Glasgow)
    - 29. Juli 2012: Japan – Marokko 1:0 (in Newcastle upon Tyne)
    - 01. August 2012: Spanien – Marokko 0:0 (in Manchester) – Marokko scheidet als Gruppendritter aus

### 2016
- Olympia-Qualifikation über die afrikanische U-23-Meisterschaft:
  - 3. Runde:
    - 19. Juli 2015: Marokko U-23 – Tunesien U-23 1:0 (in Rabat)
    - 02. August 2015: Tunesien U-23 – Marokko U-23 2:0 (in  Radès)

Marokko verpasst den U-23-Afrika-Cup und kann sich damit nicht für die Olympischen Spiele in Rio de Janeiro qualifizieren.

### 2021
- Olympia-Qualifikation über die afrikanische U-23-Meisterschaft:
  - 2. Runde:
    - 20. März 2019: DR Kongo U-23 – Marokko U-23 2:0 (in Kinshasa)
    - 24. März 2019: Marokko U-23 – DR Kongo U-23 1:0 (in Rabat) – die DR Kongo wurde nachträglich für den Einsatz eines nicht spielberechtigten Spielers disqualifiziert.[1]

  - 3. Runde:
    - 7. September 2019: Marokko U-23 – Mali U-23 1:1 (in Marrakesch)
    - 10. September 2019: Mali U-23 – Marokko U-23 1:0 (in Bamako)

Marokko verpasst den U-23-Afrika-Cup und damit die wegen der COVID-19-Pandemie um ein Jahr verschobenen Olympischen Spiele in Tokio.

### 2024
- Olympia-Qualifikation über die afrikanische U-23-Meisterschaft in Marokko:
  - Vorrunde in Rabat:
    - 24. Juni 2023: Marokko U-23 – Guinea U-23	2:1
    - 27. Juni 2023: Marokko U-23	– Ghana U-23	5:1
    - 30. Juni 2023: Republik Kongo U-23 – Marokko U-23 0:1  – Marokko erreicht als Gruppensieger die K.-o.-Runde

  - K.-o.-Runde in Rabat:
    - 04. Juli 2023, Halbfinale: Marokko  U-23 – Mali U-23 2:2 n. V. 4:3 i. E. – Marokko qualifiziert sich für die Olympischen Spiele in Paris.
    - 07. Juli 2023, Finale: Mali U-23 – Ägypten U-23 0:0, 2:1 n. V.

- Olympische Spiele in Paris:

Bei der Auslosung am 20. März 2024 war Marokko zusammen mit Neuseeland, Paraguay und Spanien Topf 2 zugeordnet. Gegner sind Argentinien, Marokko und der Irak, der sich nach der Auslosung in der AFC-Qualifikation noch qualifizieren musste und dort den 3. Platz belegte. Spielberechtigt sind Spieler, die nach dem 31. Dezember 2000 geboren sind, plus drei ältere Spieler.
- - Vorrunde:
    - 24. Juli 2024 um 15:00 Uhr MESZ in Saint-Étienne: Argentinien – Marokko 1:2 (0:1)
    - 27. Juli 2024 um 17:00 Uhr MESZ in Saint-Étienne: Ukraine – Marokko 2:1 (1:0)
    - 30. Juli 2024 um 17:00 Uhr MESZ in Nizza: Marokko – Irak 3:0 (3:0)

  - K.-o.-Runde:
    - 2. August 2024 um 15:00 Uhr MESZ in Paris, Viertelfinale:  Marokko – Vereinigte Staaten 4:0 (1:0)
    - 5. August 2024 um 18:00 Uhr MESZ in Marseille, Halbfinale: Marokko – Spanien 1:2 (1:0)
    - 8. August 2024 um 17:00 Uhr MESZ in Nantes, Spiel um Platz 3: Ägypten – Marokko 0:6 (0:2)

## Trainer
- 1964: Mohamed Massoun
- 1972:  Sabino Barinaga
- 1984:  José Faria
- 1992:  Werner Olk
- 2000: Said El-Khider
- 2004: Mustapha Madih
- 2012:  Pim Verbeek
- 2024: Tarik Sektioui

## Torschützen
- Soufiane Rahimi (2024) 6 Tore
- Ahmed Faras (1972) 3 Tore
- Bouabid Bouden (2004) 2 Tore
- Ali Bouachra (1964), Boujemaâ Benkhrif, Mohamed El Filali, Mohamed Merzaq, Ahmed Mohamed Tati (alle 1972), Mustafa Merry (1984), Ahmed Bahja, Noureddine Naybet (beide 1992), El Houssaine Ouchla (2000), Salaheddine Aqqal (2004), Abdelaziz Barrada und Zakaria Labyad (beide 2012), Ilias Akhomach, Abde Ezzalzouli, Achraf Hakimi, El Mehdi Maouhoub, Amir Richardson (alle 2024) je 1 Tor

## Bekannte Spieler
Folgende später und/oder zuvor auch in der A-Nationalmannschaft tätige Spieler nahmen an den Olympischen Spielen teil:
- Nordin Amrabat (63 Länderspiele) – 2012
- Mohamed Amsif (geboren in Düsseldorf) – 2012
- Boujemaâ Benkhrif (WM-Teilnehmer 1970, 56 Länderspiele) – 1972
- Bono (63 Länderspiele) – 2012
- Ahmed Faras  (Rekordtorschütze Marokkos, 36 Tore, 94 Länderspiele) – 1972
- Houssine Kharja  (78 Länderspiele) – 2012
- Noureddine Naybet (Rekordnationalspieler, 115 Länderspiele) – 1992